# Marcelle de Manziarly
Marcelle de Manziarly (Charkov, 13 oktober 1899 - Ojai, 12 mei 1989) was een Frans pianiste, muziekpedagoog, dirigent en componiste.

## Leven
Manziarly werd geboren op 13 oktober 1899 te Charkov, Oekraïne. Ze studeerde in Parijs bij Nadia Boulanger. Op 23-jarige leeftijd had ze reeds 2 werken in haar eigen volwassen stijl gecomponeerd. Later studeerde ze directie bij Felix Weingartner in Bazel en piano bij Isabelle Vengerova in New York. Ze trad op en gaf les doorheen Europa en de Verenigde Staten. Aaron Copland droeg zijn lied Heart, We Will Forget Him op aan haar. Manziarly overleed op 12 mei 1989 te Ojai, Californië.

## Oeuvre
Een werkselectie:
- Six Etudes (pour Piano)
- Trois Images Slaves
- Impressions de Mer
- Sonate pour Notre-Dame de Paris voor orkest
- Sonata for two pianos
- Musique pour orchestre
- Trilogue
- Incidences
- La cigale et la fourmi (in Trois Fables de La Fontaine) (tekst: Jean de La Fontaine) (1935)
- La grenouille qui veut se faire aussi grosse que le boeuf (in Trois Fables de La Fontaine) (tekst: Jean de La Fontaine) (1935)
- L'oiseau blessé d'une flèche (in Trois Fables de La Fontaine) (tekst: Jean de La Fontaine) (1935)
- Le Cygne et le cuisinier (tekst: Jean de La Fontaine) voor gemengd vocaal kwartet en piano (1959)
- Trois Sonnets de Pétrarque pour baryton et piano (Teksten: Petrarca) (1958 tot 1960)